# Николаевка (Петропавловский район, Днепропетровская область)
Никола́евка (укр. Миколаївка) — село,
Николаевский сельский совет,
Петропавловский район,
Днепропетровская область,
Украина.
Код КОАТУУ — 1223882501. Население по переписи 2001 года составляло 5318 человек.
Является административным центром Николаевского сельского совета. Ныне  Объединённая территориальная община (ОТО) (укр.: Об'єднана територіальна громада (ОТГ)). Николаевская сельская объединённая территориальная община образована 28 марта 2017 года путем объединения трех сельских советов - Васильковского, Николаевского и Петровского. В состав ОТО входят 1 поселок - Васильковское и 10 сел: Запорожье, Катериновка, Кунинова, Малониколаевка, Марьина Роща, Николаевка, Новопричепиловка, Петровка, Русаково, Сидоренко.

## Географическое положение
Село Николаевка находится на левом берегу реки Самара,
выше по течению на расстоянии в 7 км расположен пгт Петропавловка,
ниже по течению на расстоянии в 4 км расположено село Дмитровка,
на противоположном берегу — сёла Катериновка и Петровка.
Через село проходят автомобильная дорога М-04 (E 50) и
железная дорога, станции Николаевка-Донецкая и Платформа 73 км.

## Происхождение названия
Название происходит от имени святителя Николая Чудотворца, в честь которого и был освящён первый храм тогдашней Никольской слободы.

## История
Поселение находится на левом берегу реки Самара и основано в 1776 году как слобода Никольская.
Говоря о генезисе этой слободы, епископ-историк Феодосий (Макаревский) в своём фундаментальном труде «Материалы для историко-статистического описания Екатеринославской епархии» пишет: «Слобода Никольская при реке Самаре, многолюдная с населением зажиточным, находится в Павлоградском уезде во 2-м благочинническом округе. Основание слободы и первоначальное заселение её всецело принадлежали Азовскому губернатору В.А.Черткову. Он лично выбрал место для слободы и указал первых насельников её. По его распоряжению Бахмутский казачий полк, находившийся в старом городе Тор (ныне Славянск, заштатный город Харьковской губернии) переименован в Луганский пикинёрный полк и переселён на новое место. Поскольку Бахмутский казачий полк принадлежал к церкви Николаевской, составлял вместе со своими семьями приход, то и новонаселяемую местность велено было именовать воинскою Никольскою слободою Луганского пикинёрного полка. Так в 1776 году образовалась слобода Никольская!».
В самом начале своего основания в слободе проживало более 600 человек. На новом месте при постройке домов и дворов пикинёры действовали общими силами, дружно и единодушно. Многолюдному обществу христианскому, возросшему и воспитанному под руководством церкви, тяжело и прискорбно было долго оставаться без церкви и священника. Выборные от общества вахмистр Кирилл Колесников, Павел Колесников и Фатей Сытников в начале 1778 года, явившись лично к губернатору Черткову, просили его о перенесении в слободу Никольскую их приходской Николаевской церкви, которую «предки их построили, а они сами от избытков своих много жертвовали и благоукрашали её».
После наведённых Торской воеводской канцелярией справок оказалось, что в городе Торе существует три церкви: деревянная Никольская, которую просили перенести переселенцы, деревянная Введенская и каменная трёхпрестольная Воскресенская, строительство которой заканчивалось.
4 февраля 1779 года В.А.Чертков просил благословения у архиепископа Славянского и Херсонского Евгения (Булгариса) на перенесение церкви. В это же время отставной пикинёр Алексей Безкровный лично объяснил губернатору, что при Никольской церкви в городе Тора он оставил 300 пчелиных церковных ульев, которые без его ухода и присмотра пропадают, и просил разрешения губернатора немедленно перевезти ульи в слободу Никольскую. Эту просьбу губернатор тоже передал архиерею.
А выборные Фотий Сытников и Кирилл Колесников ходатайствовали у правящего архиерея о переведении в Никольскую слободу одного из двух священников Никольской церкви Ивана Мухина «для преподаяния народу христианских треб».
Вскоре Азовский губернатор В.А.Чертков представил Преосвященному Евгению законным порядком составленный и утверждённый план на 120 десятин земли, отведённый для будущего причта слободы Никольской. Бахмутское духовное Правление подтвердило и засвидетельствовало верность сведений о числе церквей и о количестве жителей в городе Тора. Павловское духовное Правление представило Консистории сведения о переселенцах слободы Никольской: приходских дворов до 200, а жителей обоего пола до полутора тысяч душ, и, как вывод, сообщало о том, что «обойтись слобожанам без церкви решительно невозможно».
К представлению были приложены письменные обязательства и подписи обывателей слободы Никольской о том, что церковь из города Тора в Никольскую они перевезут и поставят на собственные деньги, «благоукрасят её прилично и снабдят достаточно всем необходимым: иконами, книгами и облачениями; будут доставлять в изобилии воск и ладан, вино и елей и не допустят обветшалости».
9 апреля 1780 года Славянской духовной консисторией было определено перенесение церкви и передача 300 ульев церковных пчел. В том же году 26 июля Павловским протопопом Феодором Тисаревским церковь«соборно, по церковному чиноположению, заложена к постройке».
15 мая 1781 года выдана святительская благословительная грамота на освящение, а 25 мая присутствующий Павловского духовного правления священник Иаков Соколовский совершил освящение храма. Первым священником в слободу был назначен вышедший из Польши священник Карп Мытницкий.
Сведения, сохранившиеся в «Справочнике Екатеринославской епархии за 1908 год», говорят о том, что:«…Николаевская церковь построена в 1780 году, старанием и средствами прихожан, однопрестольная. Библиотека — 295 томов, 191 название. В 1895 году была открыта церковно-приходская школа (48 мальчиков и 25 девочек) на средства общества, отделения училищного совета, церкви и на пожертвования попечителя. Общее количество дворов в приходе — 951. Количество прихожан — 3806 мужского пола и 3595 — женского. Наличный состав причта: священник Иоаким Петров (48 лет); священник Иоанн Адриашенко (29 лет); штатный диакон Архип Коваленко (37 лет)».
В 1917 году село получило новое наименование — Николаевка.
В 1929 году храм был закрыт, в 1934 году здание, кроме сторожки и колокольни, разрушено. Во время Великой Отечественной войны священник Василий Покаржевский совершал богослужения в переоборудованной сторожке. С 1950 по 1962 год настоятелем храма был протоирей Михаил Скалозубов. В 1963 году церковь вновь была закрыта.
В марте 1991 года по благословению епископа Днепропетровского и Запорожского Глеба приход возрождён. Настоятелем назначен священник Василий Высоцкий, который неутомимыми трудами вместе с благодетелями и прихожанами преобразил заброшенное здание начальной школы, переданное в безвозмездное пользование, и воссоздал храм с куполами и колокольней.
16 октября 2004 года митрополит Днепропетровский и Павлоградский Ириней освятил храм в честь святителя Николая, архиепископа Мир Ликийских, чудотворца.

## Экономика
- Петропавловский завод силикатного кирпича (ныне не действующий, так как разобран на строительные материалы местными жителями)
- Частные фермерские хозяйства
- Развит аграрный сектор в форме арендных хозяйств
- Два пункта приёма металлолома
- Частные мини-предприятия по переработке подсолнечных семян на масло (укр. олійниці)

## Объекты социальной сферы
- Школа (построена в 2000-м году, трёхэтажная, признана лучшей сельской школой Днепропетровской области и одной из лучших сельских школ Украины)
- Три детских садика
- Амбулатория
- Два фельдшерско-акушерских пункта
- Дом культуры
- Храм святителя Николая Чудотворца
- Более 50-ти магазинов (в том числе продуктовые, хозяйственные, автозапчасти, мебельный, стройматериалов)
- Две парикмахерские
- Три кафе и два бара
- На берегу р. Самара организован пляж

## Памятки
Недалеко от села расположены ландшафтные заказники общегосударственного значения Петропавловские лиманы и Марьина роща.